# Gianfrancesco Guarnieri
Gianfrancesco Sigfrido Benedetto Guarnieri (Milán, 6 de agosto de 1934-São Paulo, 22 de julio de 2006) fue un importante actor, director, dramaturgo y poeta italobrasileño, así como un artista destacado del Teatro de Arena de São Paulo. Su obra más importante fue Eles não usam black-tie.
Debido al fascismo que dominaba Italia en aquella época, sus padres, el director de orquesta Edoardo Guarnieri y la arpista Elsa Martinenghi, decidieron exiliarse en Brasil en 1936 y se establecieron en Río de Janeiro.
El 2 de junio de 2006, mientras se encontraba grabando en el Teatro Oficina la telenovela Belíssima, de la Rede Globo, en la cual interpretaba el personaje de Pepe, se empezó a sentir mal y fue ingresado en el Hospital Sírio-Libanés, donde falleció de insuficiencia renal crónica el 22 de julio. Fue enterrado en el cementerio Jardim da Serra tras una ceremonia privada en la ciudad de Mairiporã, donde residía.

## Biografía
Nació en Milán, Italia, el 6 de agosto de 1934, hijo de músicos antifascistas. A principios de los años cincuenta, la familia se mudó a São Paulo. Líder estudiantil desde la adolescencia, Guarnieri empezó a hacer teatro amateur con Oduvaldo Vianna Filho (Vianinha) y un grupo de estudiantes de São Paulo y en 1955 crearon el Teatro Paulista do Estudante, bajo la dirección de Ruggero Jacobbi. Al año siguiente, el TPE se unió al Teatro de Arena, fundado y dirigido por José Renato.

### Teatro
Su obra de estreno como dramaturgo fue Eles não usam black-tie, estrenada en 1958 por el Teatro de Arena. La dirección corrió por cuenta de José Renato y el elenco contó con grandes talentos que empezaban a despuntar en el teatro brasileño, como el propio Guarnieri (en el papel de Tião), con el estreno profesional de Lelia Abramo (Romana), Miriam Mehler (Maria), Flavio Migliaccio (Chiquinho), Eugênio Kusnet,  (Otávio), Francisco de Assis (Jesuíno), Henrique César (João), Celeste Lima (Teresinha), Riva Nimtz (Dalva) y Milton Gonçalves (Bráulio).
Aunque en un principio la obra iba a ser la despedida del grupo, que pasaba por una situación económica delicada, fue un gran éxito y una de las claves de la renovación del teatro brasileño de la época. La obra, el autor y el elenco fueron premiados por el gobernador de São Paulo Jânio Quadros y el Arena logró mejorar su situación financiera. Paralelamente, el director Roberto Santos daba el pistoletazo de salida al Cinema Novo con la película O grande momento, protagonizada por el propio Guarnieri y la actriz Miriam Pérsia.
Debido a este éxito, el director Sandro Polloni le pidió una obra para que fuera montada por la compañía de Maria Della Costa, esposa de Sandro y de cuya compañía era director. Para realizar este trabajo, Guarnieri tuvo que abandonar el Arena y en 1959 vio la luz Gimba, presidente dos valentes. Era el primer trabajo de Guarnieri en un escenario a la italiana y la dirección corrió a cargo de Flávio Rangel. Llevaba a escena de manera innovadora la realidad de las favelas cariocas en forma de musical e inspirándose, en parte, en su experiencia vital. La obra estuvo de gira por Europa y se representó en el Festival de las Naciones de Francia. En 1960 escribió el libreto de la ópera Um homem só, de Camargo Guarnieri.
A semente se estrenó en 1961 en el TBC y también contó con la dirección de Flávio Rangel. La obra, de cuño abiertamente político y muy diferente de los montajes típicos de esta compañía, abordaba de forma contundente la militancia comunista, criticando tanto los métodos de la derecha como de la izquierda. Aunque contara con actores consagrados como Leonardo Villar, Cleyde Yáconis, Stênio Garcia e Natália Timberg (así como el propio Guarnieri), fuera un montaje grande y contara con el aval de la crítica, la obra tuvo problemas tremendos con la censura, lo que acabó por enfriar el interés del público del entonces llamado «Templo burgués del teatro paulista» y la obra salió rápidamente del cartel. Ese mismo año, aún en el TBC, Guarnieri participó en dos montajes de Flávio Rangel: Almas mortas, de Gogol y el primer montaje de A escada, de Jorge Andrade.
En 1962, vuelve al Arena, no solo como actor y autor, sino como socio propietario. José Renato se alternaba entre varios trabajos en Río y São Paulo, por lo que el Teatro de Arena terminó por convertirse en una sociedad en manos de Augusto Boal, Paulo José, Juca de Oliveira y el escenógrafo Flávio Império. Juntos, participaron en diversas obras como La mandrágora de Maquiavelo (1962) y El mejor alcalde, el rey de Lope de Vega (1963)
O filho do cão de 1964, primer texto de Guarnieri desde A semente, trataba de la cuestión del misticismo religioso y la reforma agraria en un turbulento contexto político (golpe de Estado de 1964)). A partir de ese momento, su carrera, así como la de todos los intelectuales ideológicamente alineados con la izquierda, pasó por momentos difíciles. Por ello, optó por utilizar un lenguaje metafórico y alegórico que tomaría cuerpo en montajes como los musicales Arena conta Zumbi, donde destaca la música de Upa Neguinho y Edu Lobo y Arena contra Tiradentes, hechos en colaboración con Augusto Boal. La década siguiente dio lugar a más obras de este tipo como Castro Alves pede passagem (1971) y, principalmente, Um gritado parado no ar (1973), que representaba las dificultades de la clase artística en ese periodo y Ponte de partida (1976), donde utilizaba una aldea de la Edad Media como telón de fondo para focalizar la represión a partir de la muerte del periodista Vladimir Herzog, puntos capitales del teatro brasileño de los años 70.
Ya en la década de los ochenta, su carrera como autor de teatro se debilitaría cada vez más, escribiendo pocos textos. En 1988 escribió Pegando fogo lá fora; ya en 1995 vendría A canastra de Macário, al mismo tiempo en que su salud le dio su primer susto: un aneurisma en la aorta. En 1998 escribió con su hijo Cláudio la obra Anjo na contramão. Su última obra fue A luta secreta de Maria da Encarnação, realizada en 2001.
Subió al escenario por última vez el 15 de agosto de 2005 en el mismo teatro Maria Della Costa donde 46 años antes habría estrenado la obra Gimba. Estaba realizando el papel de Marcelo Belluomo en la grabación de la obra Você tem medo do ridículo, Clark Gable? de Analy Alvarez bajo la dirección de Roberto Lage para el programa Senta que lá vem comédia de TV Cultura. El programa contó con la participación de las actrices Arlete Montenegro, Sônia Guedes, André Latorre, Neuza Velasco y el actor Luiz Serra, y se emitió el 24 de septiembre de ese mismo año.

### Cine y televisión
A partir de finales de los años cincuenta, empezó a conciliar su gran actividad en el teatro con una presencia cada vez mayor en el cine y la televisión. En televisión, actuó en telenovelas como A muralha (1968) y Mulheres de areia (1973-74), ambas de Ivani Ribeiro, Éramos seis (1977), Jogo da vida (1981-82), Cambalacho (1986), Rainha da Sucata (1990) e A próxima vítima (1995), todas de Sílvio de Abreu, Sol de verão (1982-83), de Manoel Carlos, Vereda tropical (1984-85), de Carlos Lombardi, Mandala (1987-88), de Dias Gomes y Que rei sou eu? (1989), de Cassiano Gabus Mendes, así como miniseries como Anos rebeldes (1992), de Gilberto Braga e Incidente em Antares (1994), de Nelson Nadotti y Charles Peixoto, basada en el libro homónimo de Érico Veríssimo.
En el cine, además de protagonizar O grande momento, también participó en películas como O jogo da vida (1976), de Maurice Capovilla, Gaijin – os caminhos da liberdade (1980), de Tizuka Yamasaki, Eles não usam black-tie (1981), de Leon Hirszman (versión de su obra en que interpretó al padre sindicalista), película que ganó el premio especial del jurado en Festival Internacional de Cine de Venecia, A próxima vítima (1983), de João Batista de Andrade, Beijo 2348/72 (1990), de Walter Rogério y O quatrilho (1995), de Fábio Barreto. Su última película fue Contos de Lygia, de 1998, en el cual compartió plano con Natália Thimberg bajo la dirección de Del Rangel.

## Familia
Guarnieri se casó por primera vez en 1956 con la periodista Cecília Thompson, con quien tuvo dos hijos, Paulo y Flávio Guarnieri, ambos también actores. Con su compañera de los últimos cuarenta años, Vanya Sant'Anna, tuvo tres hijos más, Cláudio (Cacau), Mariana (que también continuó una carrera teatral) y Fernando Henrique.

## Política
Fue secretario de Cultura de la ciudad de São Paulo entre 1984 y 1986, durante el gobierno de Mário Covas.